# Edmund Phelps
Edmund Strother Phelps (n. 26 iulie 1933, Evanston, Illinois, SUA) este un economist american, laureat al Premiului Nobel pentru economie în anul 2006.